# Heartbreaker/Days
Heartbreaker/Days – czwarty singel z czwartego albumu fińskiego zespołu The Rasmus – Into.

## Lista utworów
1. „Heartbreaker”
2. „Days”
3. „Heartbreaker” (Rock Radio Remix)
4. „Heartbreaker” (Pop Radio Remix)